# Louise Barbier
Louise Barbier, var en fransk memoarskrivare. Hon är känd för sina memoarer som beskriver hennes liv under franska revolutionen.
Hon var dotter till en värdshusvärd i Cholet och arbetade som sömmerska. 
Hennes memoarer är ett sällsynt exempel på en icke adlig arbetarkvinnas memoarer från revolutionen. Hennes memoarer skildrar Upproret i Vendée 1792-1795, och beskriver krigsbrott och grymheter som begicks mot civilbefolkningen av både den republikanska och den rojalistiska armén, liksom på barmhärtighet utövad av båda sidor av stridslinjen. Hennes bröder var soldater i den republikanska armén, samtidigt som samma armé också brände ned hemstaden Cholet. 